# Golemantsi
Golemantsi (bulgariska: Големанци) är ett distrikt i Bulgarien.   Det ligger i kommunen Obsjtina Chaskovo och regionen Chaskovo, i den centrala delen av landet, 210 km sydost om huvudstaden Sofia.
Trakten runt Golemantsi består till största delen av jordbruksmark. Runt Golemantsi är det ganska tätbefolkat, med 120 invånare per kvadratkilometer.